# Pheidole njassae
Pheidole njassae är en myrart som beskrevs av Hugo Viehmeyer 1914. Pheidole njassae ingår i släktet Pheidole och familjen myror.

## Underarter
Arten delas in i följande underarter:
- P. n. legitima
- P. n. njassae